# Loge Concordia (Paramaribo)
Loge Concordia is een vrijmetselaarsloge in Paramaribo opgericht in 1761, vallende onder het Grootoosten der Nederlanden, de oudste loge op het Zuid-Amerikaanse continent.
De loge is bij de Provinciale Grootloge Suriname aangesloten sinds de oprichting ervan in 1970.
Oud minister-president Jules Sedney werd in juni 2019, een jaar voor zijn dood, gehuldigd voor zijn zestigjarige jubileum als lid van Concordia.

## Geschiedenis
Door J. Swenne, F.W. van Rees, M. Kennedy, Charles Wm. Wolff, Louis Nepveu en V.J. v. Pelkwijk werd op 28 maart 1761 verzocht een loge te mogen oprichten. De op 17 november 1761 verleende constitutiebrief vermeldt dezelfde namen. De loge werd reeds op 19 augustus 1770 vervallen verklaard. Op 14 augustus 1773 werd een nieuwe constitutiebrief verleend, met daarop de volgende namen: J.J. de Sanger, Alexander Harrowar, J.C. van Hout, H.J. Martens, J.A. van Lobbrecht, De la Lieux, Weissenbrucher, Tournier, Stukkenbroek, Rodemuller, Vörster, Planten, Bolwinkel, Kesseler, Cordova, Dippold, Wirtz, Janssen, J.O. Lipp, Horbey, Hubler, van Gennip en De Bie. In het verzoekschrift van 1761 werd gemeld dat er zich op dat moment al veertig vrijmetselaren bevonden die ervoor buiten Suriname als zodanig waren erkend.
Rond 1763-64, tijdens de economische crisis, viel de loge stil en in 1773 werd opnieuw constitutie verleend vanuit Den Haag. De loge werd vervolgens opnieuw geïnstalleerd op 14 maart 1774. Hierbij werd Concordia ondersteund door de loge La Zélée die in 1767 als tweede loge in Paramaribo was opgericht. Sindsdien heeft de Concordia onafgebroken bestaan. Later werd ook de oorspronkelijke constitutie en rangnummer (10) herkregen.
Nadat de loge L'Union in 1835 was gefuseerd in de loge De Standvastigheid, ging de laatste rond 1850 op in Concordia. Ze had toen 73 leden. In 1860 kocht de loge het pand aan de Gravenstraat 6, dat ooit door Jan Nepveu was gebouwd. Het pand aan de Saramaccastraat, dat Concordia sinds 1774 had gebruikt, werd door de rooms-katholieke missie gekocht die er de Santa Rosakerk vestigde. De loge verkocht het nieuwe pand in 1960 aan de regering, die er het ministerie van Algemene en Buitenlandse Zaken in vestigde. Een nieuw gebouw werd aan de Kwattaweg opgetrokken en in 1961 in gebruik genomen.

## Naam en onderscheidingskleur
“Eendracht”. Het woord ‘cor’ (‘hart’) zit erin. De eensgezindheid. Dit is wel de meest voorkomende logenaam, met al zijn varianten. De gekozen kleur voor deze loge is rozerood.

## Voorzittend Meesters
In onderstaande lijst een overzicht van de Voorzittend Meesters van Loge Concordia gedurende de eerste twee eeuwen van haar bestaan.
| Van  | Tot  | Voorzittend Meester    |
| ---- | ---- | ---------------------- |
| —    | 1779 | I.J. de Sanger         |
| 1779 | 1795 | G.M. Geniets           |
| 1795 | 1801 | T.J. Cordova           |
| 1801 | 1810 | A.A. Schwenicke        |
| 1810 | 1811 | C.J. Kaarseboom        |
| 1811 | 1813 | P.L. de Rives          |
| 1813 | 1815 | J.F. Leue              |
| 1815 | 1818 | J.J. de Frederici      |
| 1818 | 1822 | J.F. Leue              |
| 1822 | 1824 | J.L. Gardé             |
| 1824 | 1828 | J.G. Ringeling         |
| 1828 | 1836 | H.H. Dieperinck        |
| 1836 | 1842 | C.F. van Casteren      |
| 1842 | 1845 | J. de Jager            |
| 1845 | 1846 | N.J. Vlier             |
| 1846 | 1856 | J.A. Lisman            |
| 1856 | 1861 | C. van Schaick         |
| 1861 | 1863 | S. Abendanon           |
| 1863 | 1865 | G.L.W. Ritter          |
| 1865 | 1881 | C.D. Brakke            |
| 1881 | 1887 | N. van Meerten         |
| 1887 | 1915 | W.L. Loth              |
| 1915 | 1916 | F.C. Curiel            |
| 1916 | 1920 | P.A. Hilfman           |
| 1920 | 1921 | A.A. Caljé             |
| 1921 | 1922 | A.A. Pet               |
| 1922 | 1926 | K. van der Meulen      |
| 1926 | 1930 | J.A. Bueno de Mesquita |
| 1930 | 1932 | J.A. Jessurun          |
| 1932 | 1934 | F.J. Bruyning          |
| 1934 | 1937 | D.A. Hoekstra          |
| 1937 | 1938 | J.A. Jessurun          |
| 1938 | 1941 | D.A. Hoekstra          |
| 1941 | 1944 | J.A. Jessurun          |
| 1944 | 1946 | D.A. Hoekstra          |
| 1946 | 1956 | J.E. Dennert           |
| 1956 | 1957 | W.A. Collier           |
| 1957 | 1959 | J. ten Meer            |
| 1959 | 1960 | J.E. Dennert           |
| 1960 | —    | C.A. Paap              |

Vrijmetselarij · Beginselen · Geschiedenis · Symbolen · Vrijmetselaarsloge · Ordegrondwet · Obediëntie · Regulariteit en irregulariteit · Ritus · Graden · Grootmeester · Gemengde vrijmetselarij · Para-vrijmetselarij · Antivrijmetselarij · Vrijmetselarij in Nederland · Vrijmetselarij in België · Internationale vrijmetselarij
>>> Meer info op Portaal:Vrijmetselarij <<<